# Anna Visscher
Anna Roemers Visscher (Amsterdam, 2 febbraio 1583 – Alkmaar, 6 dicembre 1651) è stata un'artista, poetessa e traduttrice olandese.

## Vita
Anna Roemers Visscher era la figlia maggiore di Roemer Visscher e la sorella di Maria Tesselschade Visscher. La posizione economica e sociale della famiglia ad Amsterdam permise alle sorelle Visscher  di studiare lingue, calligrafia, ricamo, disegno, pittura e altre arti. Nel 1624 Anna Visscher sposò Dominicus Booth van Wesel. Nel 1646 la coppia si trasferì con i due figli, Roemer e Johan, a Leida.
Anna Visscher visse durante il Rinascimento, un'epoca in cui le poetesse erano lodate più per la loro persona che per la loro opera letteraria. Insieme alla sorella Maria, Anna Visscher faceva parte del gruppo di artisti, scrittori e musicisti che formavano il Muiderkring, o Circolo di Muiden. Anna Visscher era molto ammirata da membri dell'élite artistica come P. C. Hooft, Jacob Cats, Joost van den Vondel, Constantijn Huygens e altri. Essi la chiamavano musa, Saffo, grazia e spesso le dedicavano le loro opere.
È conosciuta specialmente per le sue incisioni su vetro a punta di diamante. Inoltre si interessava ai libri di emblemi e tradusse in olandese tredici epigrammi dagli emblemi di Georgette de Montenay (Emblèmes, ou devises chrestiennes, 1584) . Scrisse anche parte dei versi di un libro di emblemi di Jacob Cats, Silenus Alcibiadis, Sive Proteus (1618) .
Fu contemporanea e amica di Anna Maria van Schurman. Morì nella città di Alkmaar, nella casa della sorella Maria.